# Peinture ivoirienne
 (mai 2016).
Si vous disposez d'ouvrages ou d'articles de référence ou si vous connaissez des sites web de qualité traitant du thème abordé ici, merci de compléter l'article en donnant les références utiles à sa vérifiabilité et en les liant à la section « Notes et références ».

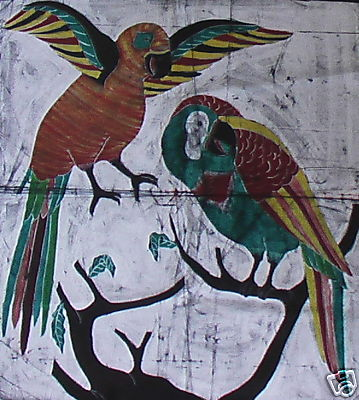
Batik de Cote d'Ivoire

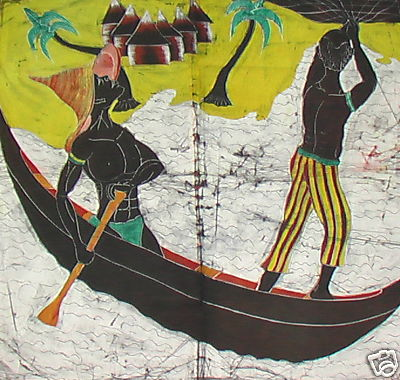
Batik de Cote d'Ivoire

Le nord de la Côte d'Ivoire est particulièrement réputé pour la qualité de ses peintres, en particulier la région de Korhogo et notamment les villages de Fakaha et de Waraniéné. Dans la région de Biankouma, à l'ouest du pays, les tisserands fabriquent des toiles en bleu et blanc, avec du véritable indigo. Partout dans le pays, on fabrique et vend des batiks.